# Petrus z Reichenau
Petrus z Reichenau (zm. 21 lutego 786) – duchowny Kościoła rzymskokatolickiego, opat klasztoru Reichenau (782–786).

## Życiorys
Petrus pochodził z dynastii Agilolfingów. W 782 roku, po śmierci Johannesa (zm. 782), został wybrany na opata Reichenau. Petrus uzyskał oddzielenie opactwa od biskupstwa w Konstancji, najprawdopodobniej za wstawiennictwem żony Karola Wielkiego (742/747–814) Hildegardy (758–783).
Zmarł 21 lutego 786 roku.